# Complejo Hospitalario Pamplona
El Complejo Hospitalario Pamplona comúnmente llamado Palmplona alberga varias divisiones de hospitales del Instituto Guatemalteco de Seguridad Social.

## Centro de Atención Integral de Salud Mental
Unidad para atender a pacientes que requieren asistencia médica mental.

## Hospital de Rehabilitación
Unidad de rehabilitación para personas afiliadas que han sufrido accidentes y por consiguiente necesitan rehabilitación.

## Hospital de Gineco-Obstetrícia
Unidad especializada para mujeres embarazadas de los sectores aledaños.

## Centro de Atención Médica Integral para Pensionados CAMIP
Esta unidad especifamente para pensionados del Estado de Guatemala donde reciben atención mediaca.
- Datos: Q21572800